# Leonhard Eder
Leonhard Eder (* 4. Januar 1933 in St. Johann, heute Jánossomorja, Ungarn) ist ein deutscher Bildhauer.

## Leben und Werk
Geboren in Sankt Johann im westungarischen Komitat Wieselburg (heute Jánossomorja/Mosonszentjános im Komitat Győr-Moson-Sopron), kam er 1946 als Heimatvertriebener in den nordostwürttembergischen Main-Tauber-Kreis nach Lauda. In Bad Mergentheim absolvierte er eine Lehre zum Bildhauer. Nach anschließenden Lehr- und Wanderjahren im Raum Süddeutschland zog er nach Südbaden, besuchte die Meisterschule für Steinmetze und Bildhauer in Freiburg im Breisgau und machte dort 1957 die Meisterprüfung mit Auszeichnung.
Nach einer kurzen Zeit als Entwerfer und Zeichner in der Steinindustrie und einer mehrmonatigen Rundreise durch Mittelmeerländer übersiedelte er 1958 nach Rheinfelden (Baden), wo er 1959 seine Frau Maria heiratete und im selben Jahr ein kleines Steinmetz- und Bildhauerunternehmen mit einigen Angestellten eröffnete. 1967 wurde er in den Bundesverband Bildender Künstlerinnen und Künstler (BBK) aufgenommen. 1971 war er mit neun anderen Künstlern Mitbegründer der „Freien Gruppe Hochrhein“ und – ebenfalls Anfang der 1970er Jahre – des „Kunstvereins Hochrhein“. Außerdem ist er Mitglied der „Gemeinschaft Christlicher Künstler, Erzdiözese Freiburg“ (GCK). Seit Mitte der 1990er Jahre ist er wieder ohne Angestellte überwiegend freikünstlerisch tätig. Er lebt und arbeitet dabei sowohl in Rheinfelden als auch auf einem Bauernhof im Südschwarzwälder Weiler Fetzenbach (Gemeinde Gersbach).

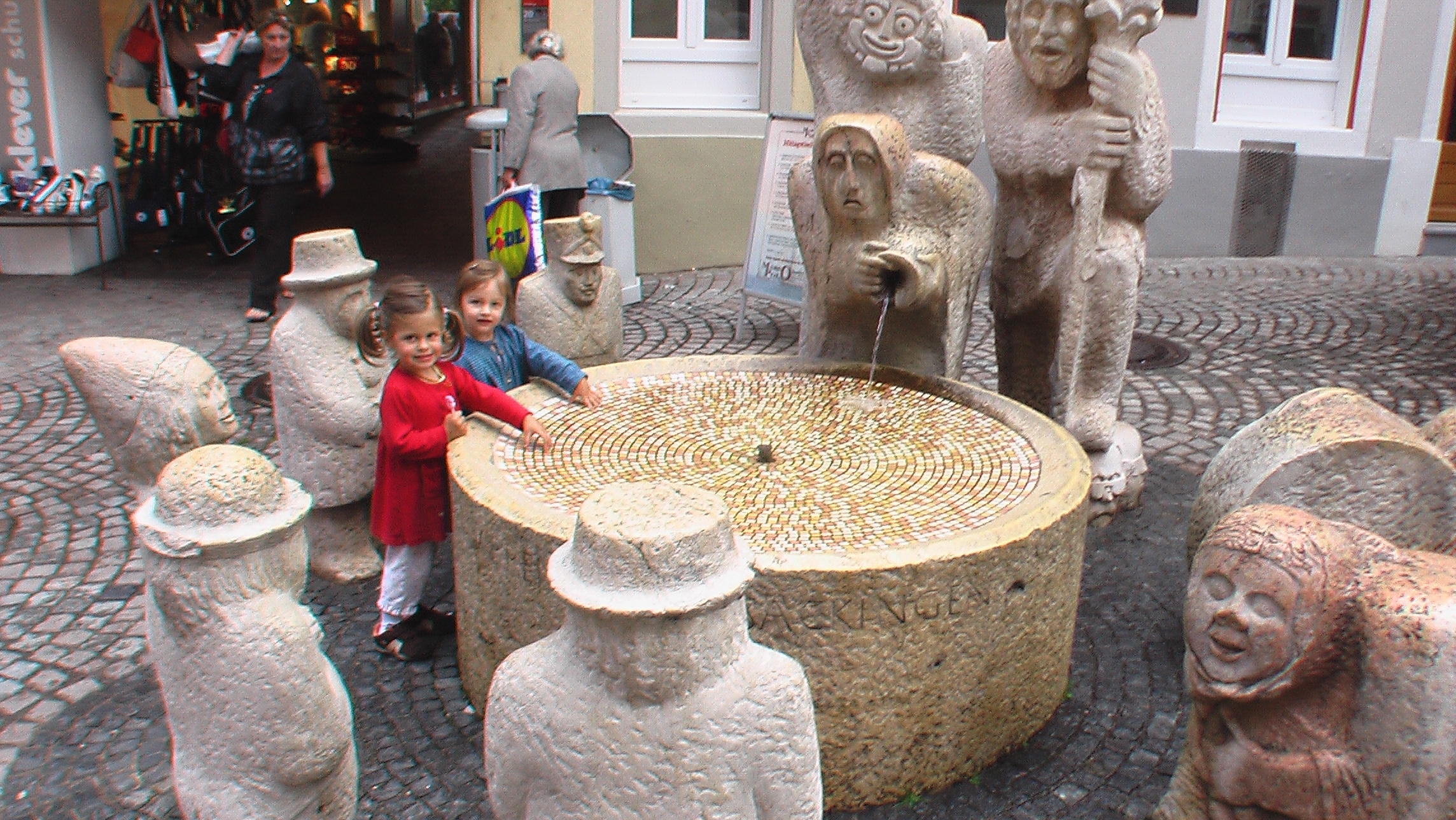
Der „Narrenbrunnen“ in Bad Säckingen

Zahlreiche Stein- und Metallobjekte von Leonhard Eders Hand in Südwestdeutschland und darüber hinaus gingen aus direkten Aufträgen oder aus gewonnenen Wettbewerben für öffentliche Auftraggeber – insbesondere die Kirche – hervor, oft als Kunst am Bau.
Hauptsujet der Arbeiten Eders ist der Mensch, häufig der weibliche Körper und das Thema Mutter. Ursprünglich waren seine Werke abstrakt, teils vom Kubismus inspiriert, später dann zunehmend auch gegenständlich. Leonhard Eder lehnte sich jedoch nie eng an ein stilistisches Vorbild an, sondern setzte sich individuell mit der jeweiligen Aufgabe, den Eigenschaften des Materials und der gegebenen Umgebung auseinander. In einer frühen Phase hat er sich mit geschweißtem Metall, später auch mit Beton und (Guss-)Aluminium, überwiegend aber mit Naturstein (Sandsteine, Granite, Marmore) befasst.
Eder hat insgesamt fünf Kinder. Seine beiden in Rheinfelden (Baden) geborenen Söhne Tobias (* 1966) und Matthias (* 1968) sind ebenfalls Bildhauer, ausgebildet von ihrem Vater. Auch sein Sohn Martin ging bei ihm in die Lehre, wurde dann aber Architekt in Lörrach (Büro Dietzig Architekten). Seine Schwester ist Zeichnerin.
Der Lörracher Bildhauer Konrad Winzer (* 1955) ging von 1971 bis 1974 bei Leonhard Eder in die Lehre.
Am 6. Januar 2009 wurde Eder von der Stadt Rheinfelden (Baden) mit der Verdienstmedaille in Silber geehrt.

## Ausstellungen
- Altarbild-Ausstellung „eingeboren…gelitten…auferstanden…“, Evangelische Fachhochschule Freiburg, 2006
- „Eder³“ („Eder hoch 3“), Gemeinschaftsausstellung Leonhard Eders anlässlich seines 75. Geburtstages und des 50-jährigen Bestehens seiner Bildhauerwerkstatt, zusammen mit Werken seiner beiden Söhne Tobias und Matthias, als temporärer Skulpturenweg mit insgesamt 30 Objekten im öffentlichen Raum der Innenstadt von Rheinfelden (Baden) ab 16. Juni 2008 bis 9. November 2008 und als Ausstellung mit Objekten und Zeichnungen im Haus Salmegg vom 2. November 2008 bis 6. Januar 2009

## Werke (Auswahl)

### Profane Auftragsarbeiten
Brunnen:

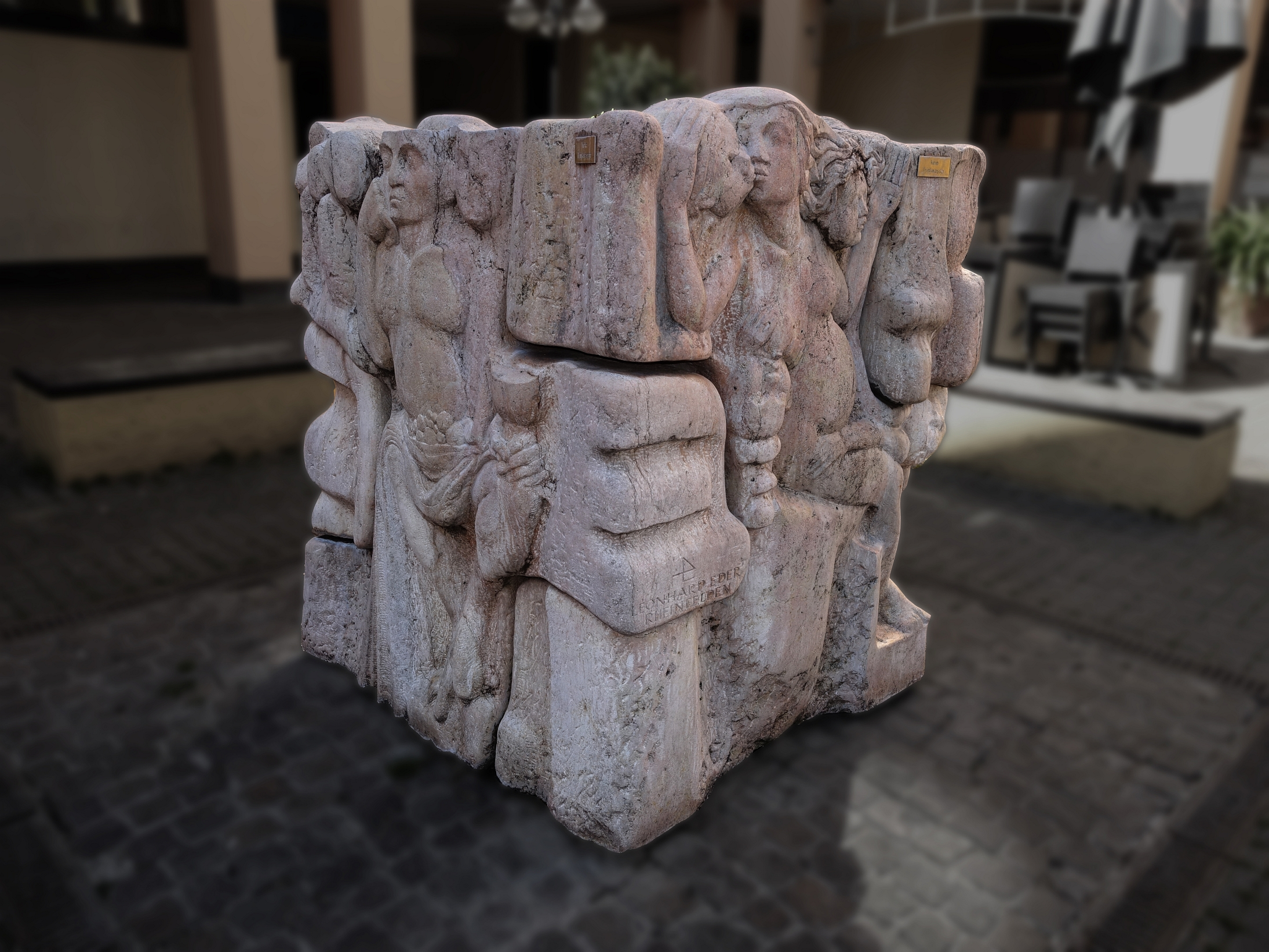
Kalkstein Brunnen in Lörrach

- Rheinfelden (Baden), Oberrheinplatz im Stadtzentrum: „Narrenbrunnen“; koloriertes Aluminium und Granit, 1997; dargestellt ist ein Turm aus spielkartenähnlichen Metall-Elementen und Figuren der alemannischen Fasnacht
- Rheinfelden (Baden), Kindergarten St. Michael: „Drei-Vögel-Brunnen“; Jurakalk und Bronze, 1960
- Rheinfelden (Baden), Ortsteil Degerfelden: „Hahnenbrunnen“ im Neubaugebiet
- Rheinfelden (Baden), Ortsteil Karsau: Brunnen am Milchhüsle
- Wehr (Baden): Walther-Brunnen (Rathausbrunnen); Muschelkalk, 1985
- Bad Säckingen: „Narrenbrunnen“; dargestellt sind 11 Figuren der örtlichen Fasnacht (unter anderem „Maisenhardt-Joggele“, Römer) und das „Siechenmännle“ als Symbol der Heilquellen des Ortes; Kalkstein, 1973
- Bad Säckingen: Rathausbrunnen „Rheinwelle“; Granit, 1976
- Bad Säckingen: „Trink- und Spielbrunnen“; Granit, 1987
- Bad Säckingen: Münsterplatzbrunnen; Kalkstein, 1983; dargestellt das Land (mit den Bestandteilen Luft, Fluss, Wald, Tal) und die Stadt (Köpfe)
- Waldshut, am unteren Tor: „Handwerk-, Handel- und Gewerbebrunnen“
- Lörrach, am DKV Wohn- und Geschäftszentrum: Brunnen „Die Jahreszeiten“ (auch „Vier Lebenszeiten“); Kalkstein, 1984
- Schopfheim: „Markgräflerbrunnen“
- Murg: Rathausbrunnen; Granit, 1962
- Bad Bellingen: Rathausbrunnen; teilkolorierter Kalkstein, 1985
- Müllheim im Markgräflerland: „Brunnen der Gemeinschaft“; Granit, 1980
- Schönau im Schwarzwald: Rathausbrunnen; Granit und Bronze, 1987
- Mannheim, Citrus-Garten des Luisenparks; Brunnen unter einem eisernen Pavillon im Zentrum des Gartens, dient als Vogel- und Insektentränke; Andeerer Orthogneis (Handelsbezeichnungen des Materials: Andeerer Granit, Verde Andeer), 1982
- Mannheim, Herzogenriedpark: Brunnen; Jurakalk, 1980
- Rauenberg: Winzerbrunnen; Granit, 1984
- Wertheim: „Liebesbrunnen“; teilkolorierter rötlicher Sandstein, 1986
- Lauda: „Narrenbrunnen“

Andere Motive:

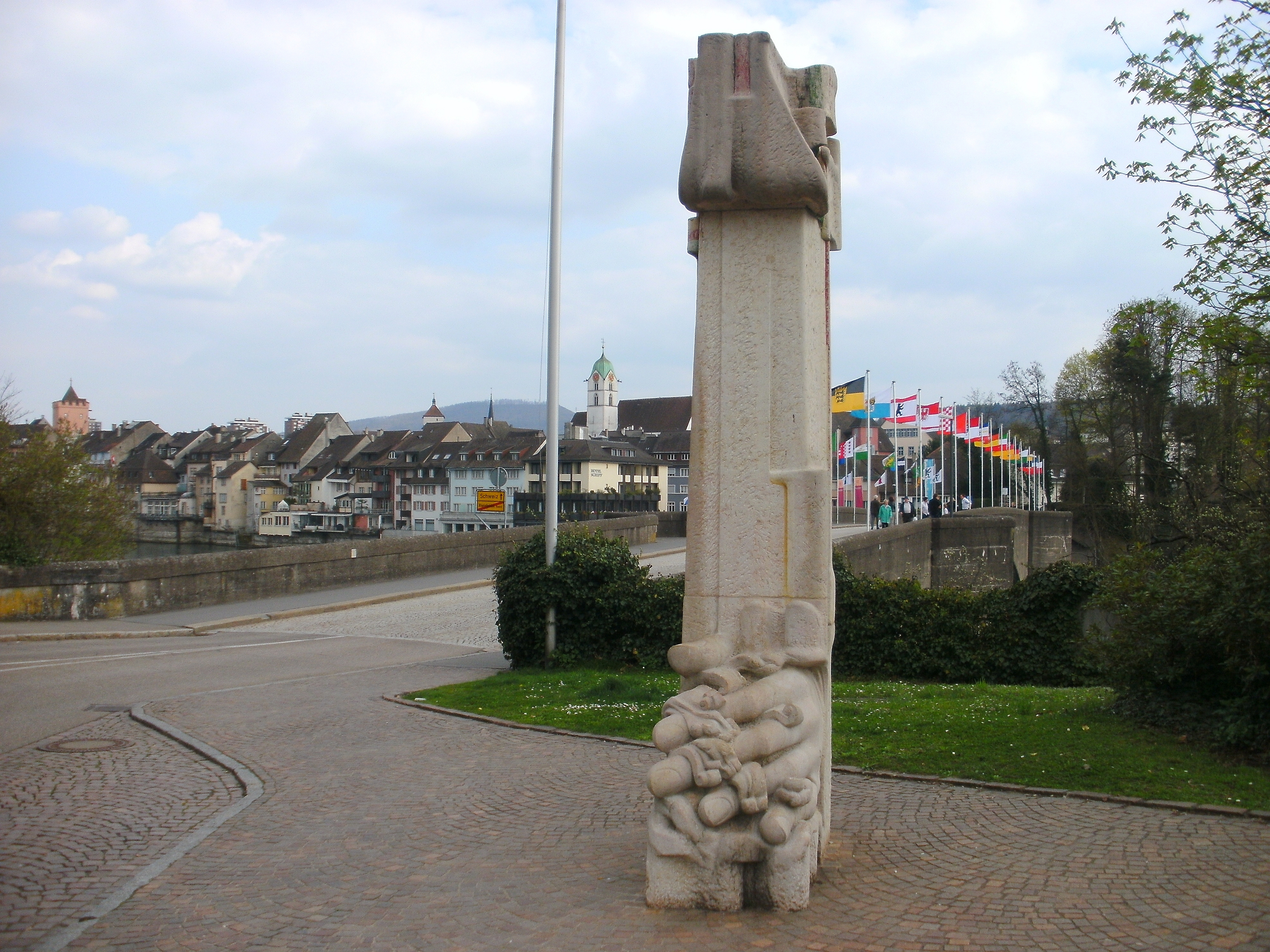
„Stadtstele“ von Rheinfelden (Baden) an der Alten Rheinbrücke beim Haus Salmegg.

- Rheinfelden (Baden), beim deutschen Zoll an der Alten Rheinbrücke: „Stadt-Stele“; die teilkolorierte Muschelkalksäule thematisiert die Stadtgeschichte, unter anderem die von zwei übergroßen menschlichen Händen gebändigte Wasserkraft des Rheins und die Chemieindustrie
- Rheinfelden (Baden), Rheinpark-Uferweg am Adelberg (ehemaliges Gelände der Kleinen Landesgartenschau „Grün 07“): „Evolution“, die fünf kolorierten Betonstelen sind ein Geschenk Eders an die Stadt
- Rheinfelden (Baden), Foyer des Kreiskrankenhauses: Großplastik „heilende - helfende - bittende - betende - wütende Hände“ (als Pfeilerverkleidung); Marmor

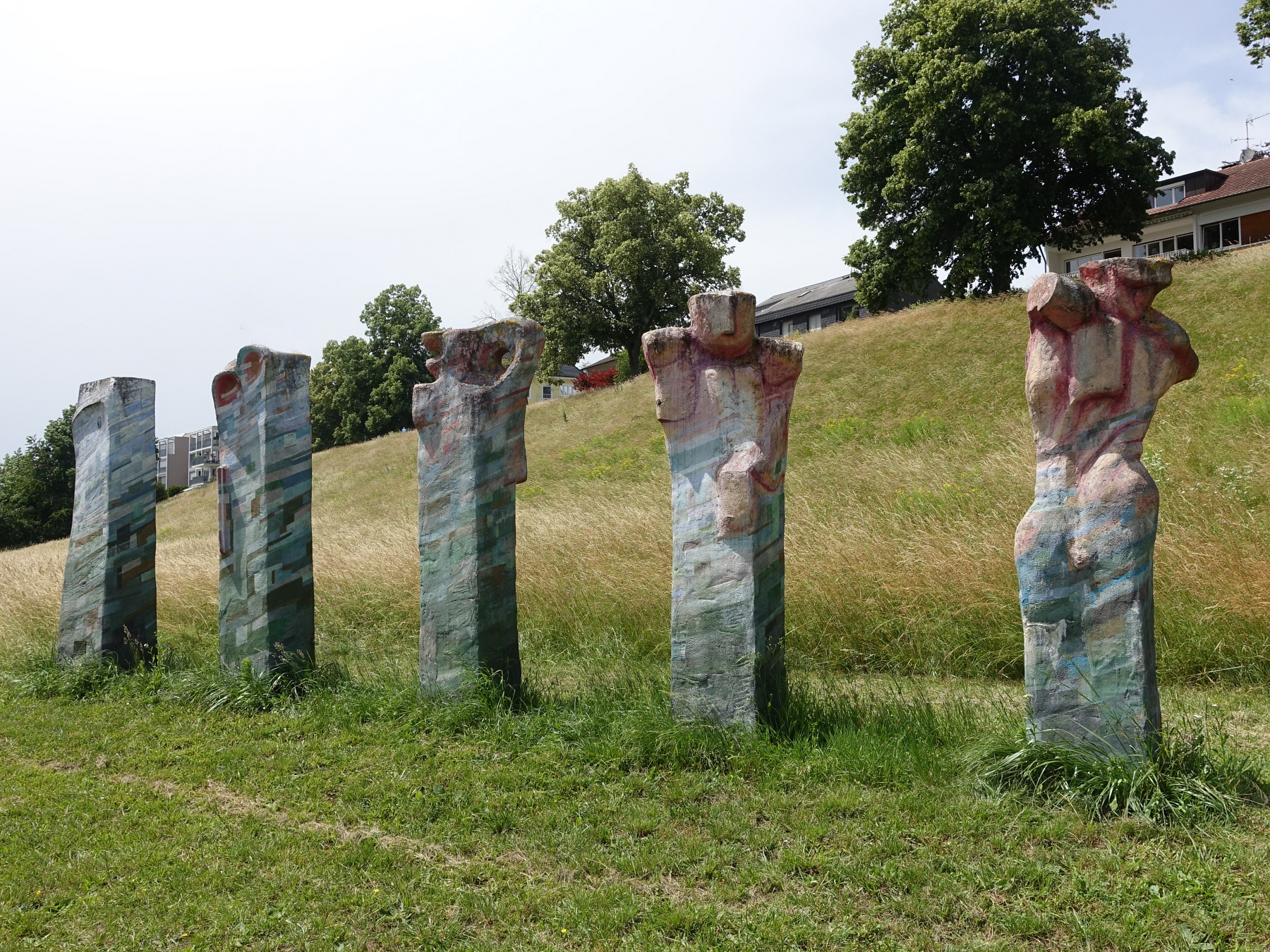
Skulpturengruppe, Evolution.Rheinpark-Uferweg am Adelberg

- Skulpturengruppe, Evolution.Rheinpark-Uferweg am AdelbergRheinfelden (Baden), vor dem Eingang der Frauenklinik: „Mutter und Kind“, weißer Marmor
- Rheinfelden (Baden), Parkklinik Dr. Hagmaier (Altenpflegeheim Haus am Park): Skulptur aus Stein und Aluminium
- Rheinfelden (Baden), Goetheschule: Wandrelief „Spielende Kinder“
- Rheinfelden (Baden), Eingangsgebäude des Freibades: „Das Element Wasser“, Holzrelief; Eders einziges Werk aus dem Material Holz
- Rheinfelden (Baden), Aluminium Rheinfelden: Wandrelief „Kontakte“
- Rheinfelden (Baden), Ortsteil Herten, St. Josefshaus (Behinderteneinrichtung): Gedenkstein für die Opfer der Euthanasiemorde in der NS-Zeit, 1999
- Rheinfelden (Baden), Ortsteil Herten, Friedhof: Kriegermahnmal
- Bad Säckingen, Kurklinik: „Gymnastik“, Beton
- Mainz-Hechtsheim, Ausbildungszentrum: Skulptur, Wand- und Bodengestaltung im Eingangsbereich; Muschelkalk und Basalt
- Schwäbisch Hall, Hof der Johanniterkirche: „Der Mensch“, Plastik aus Jurakalkstein, 1980; dargestellt sind in einer Kiste eingesperrte Kinderkörper, stellvertretend für die in der Konsumgesellschaft unerwünschten Schwachen

### Freie Arbeiten
- „Frauen im Netz“ oder „Die soziale Mitte“; Bronze
- „Das Innerste“, aus einem fassenden steinbruchrohen Block herausgearbeitet zwei Männer- und drei Frauenfiguren; Jura-Kalk (Liesberger Marmor, ein gelblich-rötlicher, oolitischer Kalkstein), 2001
- „Drei Passanten“: drei einzelne Frauenfiguren (Passant I, Passant II, Passant III); rötlichgrauer Brekzien-Marmor, 2007 (davon zwei im Juni 2008 durch Vandalismus zerstört)
- „Stillende“ (Mutter mit Kind); schwarzer Marmor aus dem Wallis, 2002
- „Mutter mit zwei Kindern“; Weißenburger Jurakalk, 1973
- „Prophet“; grünlichgrauer Andeerer Orthogneis (Verde Andeer), 2002/2003 (nach anderen Angaben 2005)
- „Fragmente“ (drei Torsi, davon 1 männlich, 2 weiblich), betitelt „Fragment I Frau“, „Fragment II Mann“, „Fragment III Mensch“; rot teilkolorierter gespaltener Jurakalk, in Rahmengestell aus Armiereisen, 1991
- „Weiblicher Torso“; fränkischer Muschelkalk, koloriert und anschließend geschliffen, in rotem Rahmengestell aus Armiereisen
- „Männlicher Torso“; rötlichgrauer Brekzien-Marmor, in Rahmengestell aus Armiereisen, 1997
- „Das Samenkorn“ (ein Kruzifix); geschweißte Eisenbleche, 1965
- „Liegende Schwangere“; geschweißte Eisenbleche, 1968
- „Der Rufer“ (auch „Der Suchende“), männliche Figur, Kopf und Arme nach oben gereckt; geschweißte Eisenbleche, 1966
- „Eva oder Die Empfangsdame“, drei einzelne Figuren (Eva I, Eva II, Eva III); in grünlichen Tönen kolorierter Beton, 1988 (Eva II im Juni 2008 durch Vandalismus stark beschädigt)

### Sakrale Auftragsarbeiten

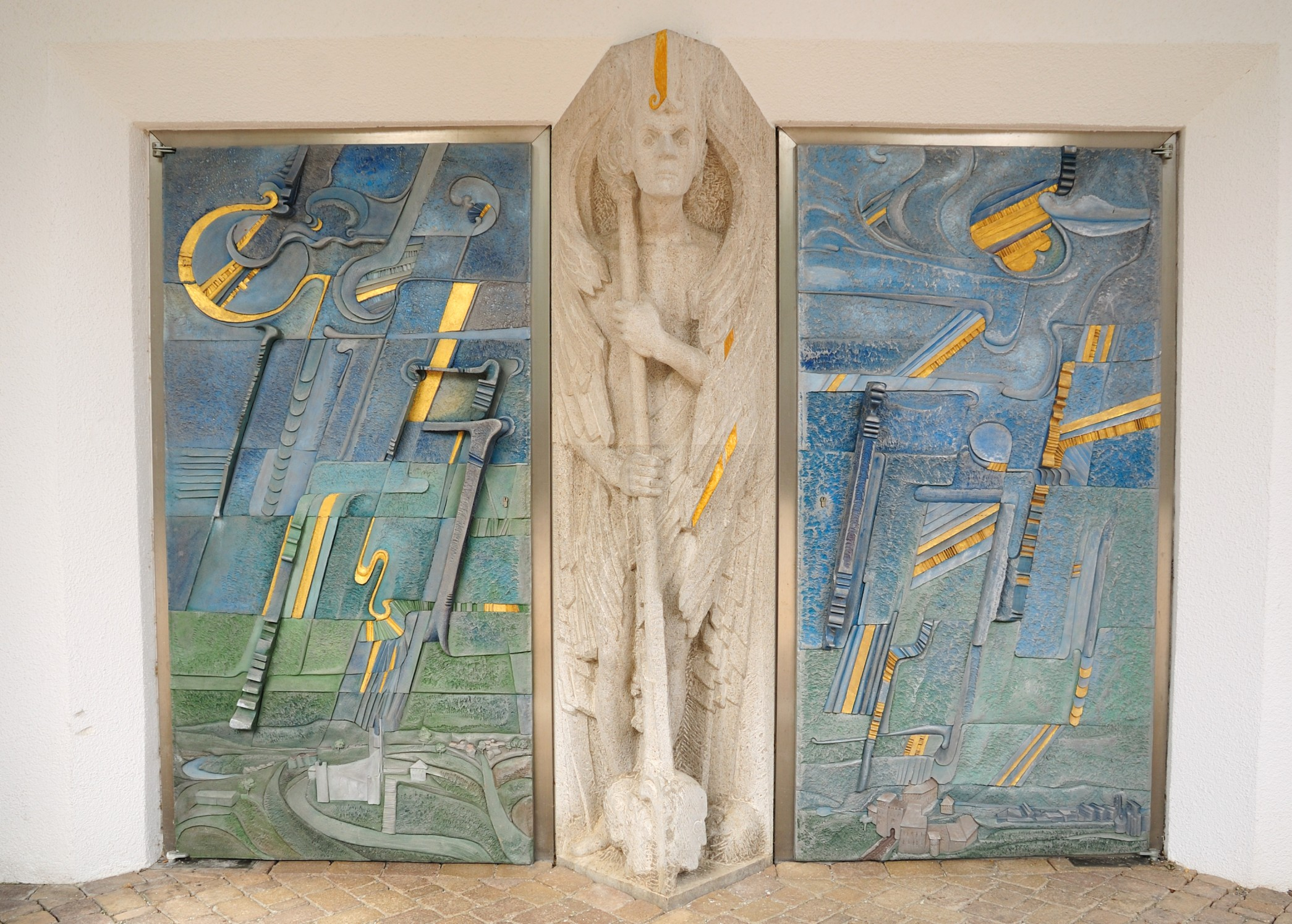
Hauptportal der Michaelskirche in Rheinfelden-Karsau

- Rheinfelden (Baden), Pfarrkirche St. Josef: Zelebrationsaltar; Gussaluminium, als Hinweis auf eine örtlich bedeutende Industrie; in der Marienkapelle ein Tabernakel aus Bronze; im Umfeld von Kirche und Pfarrzentrum aufgestellt sind von Eder außerdem eine „Maria mit dem Kinde“ und eine Plastik der „Bremer Stadtmusikanten“, beide aus Jura-Kalkstein; ein Aluminiumobjekt an der Außenwand des zugehörigen Pfarreizentrums stammt von Leonhard Eders Sohn Tobias
- Rheinfelden (Baden), Andachtsraum des Kreiskrankenhauses: Wandrelief „Genesis 1“; kolorierter Marmor
- Rheinfelden (Baden), katholischer Kindergarten St. Anna: Wandrelief „Jesus der Kinderfreund“
- Rheinfelden (Baden), Andachtsraum im Bürgerheim (städtisches Altenheim): Altar und Kreuz
- Rheinfelden (Baden), Ortsteil Karsau, Pfarrkirche St. Michael: Hauptportal und Großteil der Innenausstattung (Altar, Chorkreuz und weitere Sakralobjekte); Aluminium und Marmor, 1992/1993; sowie Osterleuchter; koloriertes Aluminium, 2001
- Rheinfelden (Baden), Ortsteil Eichsel, Pfarrkirche St. Gallus: Volksaltar, Ambo, Sedilien; Sandstein, 1981
- Rheinfelden (Baden), Ortsteil Degerfelden: Ausgestaltung der St. Ubald-Kapelle, an der Außenwand zudem Figur des Heiligen Ubald; Sandstein
- Rheinfelden (Baden), Ortsteil Herten, Pfarrkirche St. Urban: Altar, Lesepult und Sedilien; Bronze und Jurakalk, 1976
- Rheinfelden (Baden), Ortsteil Nollingen, Kirche St. Felix und Regula: Altar und weitere Sakralobjekte; Jurakalk
- Rheinfelden (Baden), Ortsteil Nollingen: Wegkreuz am Wolfsgraben; Beton
- Rheinfelden (Baden), Ortsteil Nollingen: Wegkreuz im Neubaugebiet; Muschelkalk
- Rheinfelden (Baden), Ortsteil Minseln, Aussegnungshalle: „Christus“; Bronze
- Rheinfelden (Baden), Ortsteil Warmbach, Kirche St. Gallus: Taufstein und Osterleuchter; Sandstein bzw. Bronze
- Rheinfelden (Baden), Ortsteil Nordschwaben, Mauritiuskapelle: Taufstein
- Rheinfelden (Baden), Ortsteil Nordschwaben: Christusfigur für das Friedhofskreuz; Aluminium
- Rheinfelden (Baden), Ortsteil Nordschwaben: Gedenkstein am Friedhof; Jurakalk
- Herrischried-Niedergebisbach, Totenberg: Kreuzweg; Bronze, 1999
- Bad Säckingen, Heilig-Kreuz-Kirche: Kreuzweg und Chorkreuz
- Schopfheim, Kirche St. Bernhard: Leuchter, Altar, Tabernakel, Ambo, Taufstein und Friedenssäule
- Göschweiler, Pfarrkirche Herz-Jesu: Altar und Ambo; afrikanischer Sandstein, 2002
- Blumberg, Kirche St. Andreas: Altar und Ambo für den Chorraum; römischer Travertin, 2002
- Konstanz, Katholische Universitätsgemeinde: Tabernakel; Aluminium
- Offenbach am Main, Kirche St. Konrad: Volksaltar; Kalkstein, 1978/79
- Offenbach am Main, Pfarrkirche St. Elisabeth: Chorkreuz; Aluminium, 1993; sowie Tympanon „Ein Schiff, das sich Gemeinde nennt“; koloriertes Aluminium, 1998
- Offenburg, Kapelle der St. Josefsklinik: Sakralobjekte (Altarinsel, Altar, Ambo, Tabernakel, Altarkreuz, Leuchter und Weihwasserschalen) sowie Marienstatue
- Mainz-Lerchenberg, Kirche St. Franziskus: Triumphkreuz, mit Symbolen der Evangelisten: links Markus, oben Johannes, rechts Lukas, unten Matthäus (siehe Weblinks)
- Mainz, Caritas Altenzentrum: Osterleuchter; koloriertes Aluminium, 1998
- Dörpen (Emsland), Pfarrkirche St. Vitus: Altarraumgestaltung sowie Chor- und Deckengemälde, 1999
- Holte-Lastrup (Emsland), Pfarrkirche St. Clemens: Zelebrationsaltar und Ambo, Sedilien; afrikanischer Sandstein, 2000
- Frauenkirchen (Burgenland/Österreich): „Heidebodenkreuz“, 1984
- Altarplastik „Erhöht“, 1988 (2,55 Meter hoch)